# Tomasz Kniaziewicz
Tomasz Kniaziewicz (ur. 14 stycznia 1969 w Bydgoszczy) – polski wojskowy, naukowiec i wykładowca, prorektor ds. nauki – kmdr dr hab. inż.

## Biografia
Rozpoczął naukę technikum Budowy Okrętów im. Conradich w Gdańsku, którą ukończył w 1988, a po czym studiował na Wydziale Mechaniczno-Elektrycznym Akademii Marynarki Wojennej. W 1993 został magistrem inżynierii mechanicznej, a także mianowany do stopnia  podporucznika marynarki. Pięć lat później, w 1999, został doktorem w zakresie nauk technicznych. W 2014 uzyskał habilitację dzięki rozprawie zatytułowanej „Modelowanie procesów emisji spalin okrętowych tłokowych silników spalinowych napędu głównego w rzeczywistych warunkach eksploatacji”. 26 maja 2015 mianowany do stopnia komandora, a nominację wręczył mu Tomasz Szubrycht.
W 2021 odznaczony Złotym Krzyżem Zasługi, w 2019 otrzymał Morski Krzyż Zasługi.